# Jana Ambrožič
Jana Ambrožič, slovenska prevajalka. * 4. marec 1960, Jesenice.  

## Življenjepis
Po zaključeni gimnaziji je leta 1985 diplomirala na Filozofski fakulteti v Ljubljani iz angleškega in nemškega jezika s književnostima. Trenutno živi in dela na Bledu. Od leta 2004 doma skrbi za svojo hčerko Majo, ki boleha za cerebralno paralizo. Je članica Društva slovenskih književnih prevajalcev.

## Kariera
Preden je postala samostojna prevajalka, je delala v turizmu kot komercialistka, vodja hotelske prodaje, bila pa je tudi vodja Festivalne dvorane in kongresnega biroja, od leta 1991 in naslednjih 13 let je na Srednji gostinski in turistični šoli Radovljica poučevala angleščino. Od leta 2004 pa je samostojna prevajalka ter dela od doma. Največ prevaja književnost.

## Prevodna bibliografija

### Iz angleščine
- Jan Arkless: Kako skuhamo jajce (založba Skriptorij KA Radovljica, 1997 (COBISS));
- Nick Leeson: Nori trgovec (založba Skriptorij KA Radovljica, 1998);
- Kathryn Lamb: Dekleta so s Saturna, fantje pa z Jupitra (založba Didakta Radovljica)
- Alfred Carmichael: Indijanske legende z otoka Vancouvre Island (založba Stella Šmarješke Toplice, 2006);
- Charles Aleksander Eastman-Ohijesa: Indijanska duša (založba Stella Šmarješke Toplice, 2006);
- Nando Parrado in Vince Rause: Čudež v Andih (založba Učila International Tržič, 2007);
- Alex Miller: Potovanje v kamnito deželo (založba Miš Dob pri Domžalah, 2007);
- Jennifer Johnston: Milost in resnica (založba Miš Dob pri Domžalah, 2008);
- Legende severnoameriških Indijancev (založba Stella Šmarješke Toplice, 2007);
- Jean M. Auel: Pot domov, četrta knjiga iz serije Otroci Zemlje (2008);
- Alex Miller: Zvestoba in zaveza (Založba Miš, Dob pri Domžalah, 2008);
- Eva Ibbotson: Potovanje do Reke morja (Založba Učila Tržič, 2006);
- Jean M. Auel: Zavetje skal, peta knjiga iz serije Otroci Zemlje (2009);
- Helen Foster: Razstrupljanje (Založba Učila, 2009);
- Drew Hayden Taylor: Ponočnjak (Založba Miš, Dob pri Domžalah, 2009);
- Angie Sage: Magija (Založba Učila Tržič, 2009);
- Thomas Hardy: Kratka epizoda (Založba TUMA, 2009);
- Angie Sage: Frlet (Založba Učila Tržič, 2009);
- Angie Sage: Medikus (Založba Učila Tržič, 2009);
- Meme McDonald: Ljubezen kot voda (Založba Miš, Dob pri Domžalah, 2009);
- Jenny Valentine: Kako sem spoznal Violet Park (Založba Miš, Dob pri Domžalah, 2010);
- Alex Miller: Pokrajina slovesa (Založba Miš, Dob pri Domžalah, 2010);
- Gretchen Craft Rubin: Načrt za srečo (Učila Tržič, 2010);
- Andre Aciman: Pokliči me po svojem imenu (Založba Modrijan, Ljubljana, 2010).

### Iz nemščine
- Georg Incze: 100 vprašanj in odgovorov o dobrem obnašanju (Založba Skriptorij KA Radovljica, 1996);
- Brigitte Wilmes-Mielenhausen: Kje je doma tišina (Založba Didakta Radovljica, 1999);
- Ingrid Kluge & Georg Pfeifer: To znam že sam (Založba Didakta Radovljica, 2001);
- B. Weimer, S. Hess in M. Brademann: Konec s slabimi ocenami (Založba Didakta Radovljica, 2002);
- Bettina Stiekel (za založbo Heyne): Otroci sprašujejo, nobelovci odgovarjajo (Založba Didakta Radovljica, 2003);
- Helmut H. Erb: Nasilje v šoli (Založba Didakta Radovljica, 2004);
- Jutta Richter: Takoj za železniško postajo leži morje (Plesno društvo El Fuego, 2005);
- Elizabeth Schoeberl: Moja starša se ločujeta (Založba Didakta Radovljica, 2006);

### Revije, publikacije
- Revija Apokalipsa 136-138, 2009/2010, prispevek o Doris Lessing in prevedni odlomki iz njene avtobiografijeV svoji koži.
- Revija za ljudi s posebnimi potrebami PET, št. 90 – 91/XIX, december 2007 – članek: Če ti življenje ponuja limone, si pripravi limonado;
- Priročnik za pripravo in izvajanje čezmejnih projektov, Program PHARE, november 2005, Agencija Republike Slovenije za regionalni razvoj (prevod);
- Ob desetletnici, Turistica – Visoka šola za turizem Portorož, publikacija – 2005(prevod);
- Revija DIDAKTA, št. 78/79, september – oktober 2004 - članek: Holistično učenje;
- Revija za ljudi s posebnimi potrebami PET, oktober 2004 – članek: Vprašanje različnih perspektiv. Revija za ljudi s posebnimi potrebami PET, avgust 2000 – članek: Z Majo na poti.

## Nagrade
- Delovna štipendija DSKP leta 2006 in 2010